# Gurbinder Singh
Gurbinder Singh (ur. 6 czerwca 1977) – indyjski zapaśnik walczący w stylu klasycznym. Olimpijczyk z Sydney 2000, gdzie zajął trzynaste miejsce w kategorii 63 kg.	
Trzykrotny uczestnik mistrzostw świata, piętnasty w 2001. Siódmy na igrzyskach azjatyckich w 1998 i dwunasty w 2002. Srebrny medalista mistrzostw Azji w 2003. Złoty medal na mistrzostwach Wspólnoty Narodów w 2005, 2007 i 2009 roku. 	
- Turniej w Sydney 2000

Wygrał ze Algierczykiem Jasinem Dżakrirem, a przegrał z Kazachem Mychitarem Manukianem i Kubańczykiem Juanem Luisem Marénem.